# 切赫橋

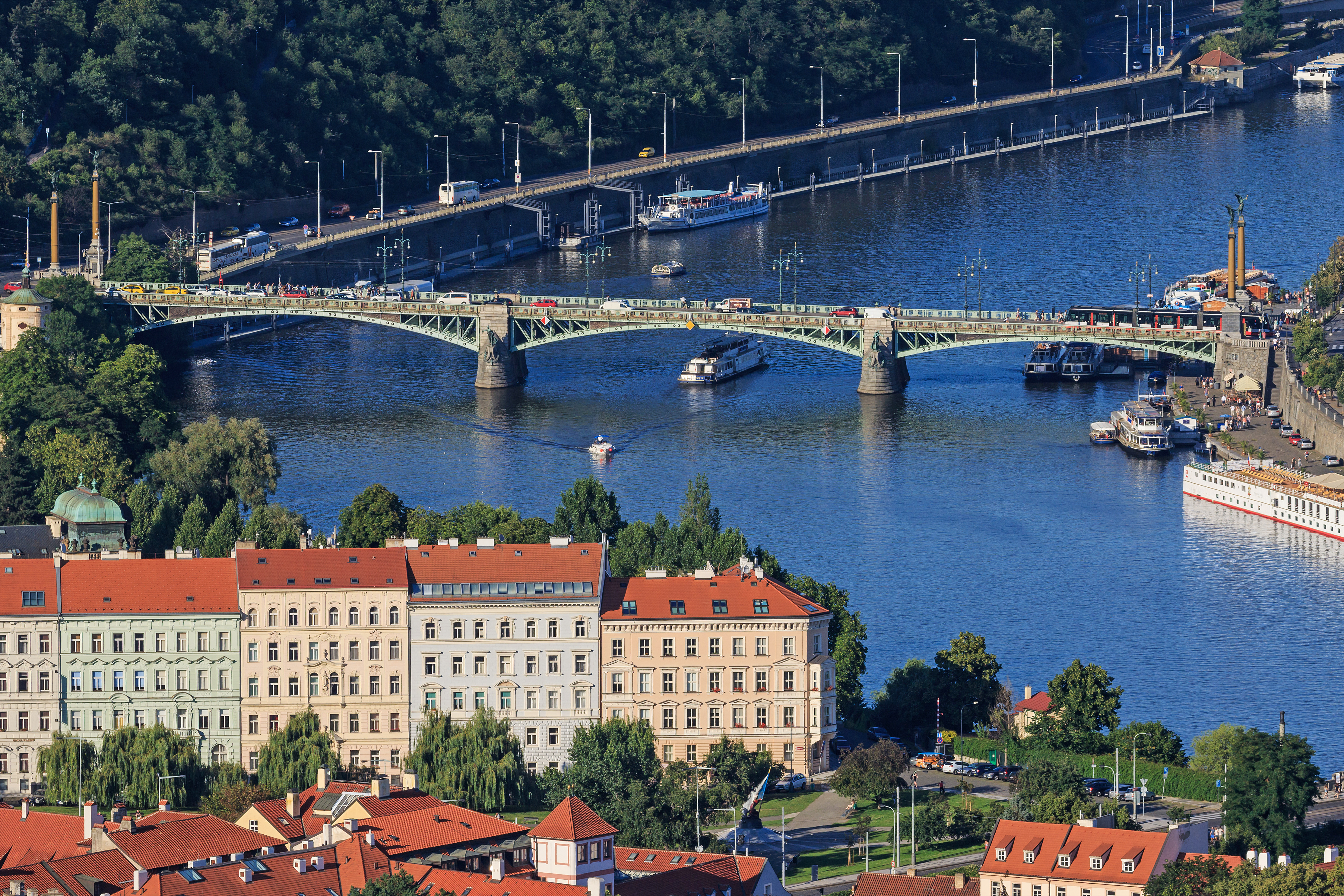

切赫橋，舊稱斯瓦托普盧克·切赫橋（得名於捷克作家斯瓦托普盧克·切赫）、孟德爾橋（得名於孟德爾），是位於捷克首都布拉格伏爾塔瓦河的一座橋樑。切赫橋於1905年開始建設，1908年竣工。切赫橋全長169米。

## 外部連結
- Bridge details （页面存档备份，存于） (cz)
- Entry in encyclopedia of Czech bridges （页面存档备份，存于） (cz)
- Pictures of the bridge

50°05′35″N 14°25′01″E / 50.09306°N 14.41694°E